# Innocent XI
Pour les articles homonymes, voir Innocent.
 (avril 2019).
Si vous disposez d'ouvrages ou d'articles de référence ou si vous connaissez des sites web de qualité traitant du thème abordé ici, merci de compléter l'article en donnant les références utiles à sa vérifiabilité et en les liant à la section « Notes et références ».
Le bienheureux Innocent XI (en latin Innocentius XI, en italien Innocenzo XI), né Benedetto Odescalchi à Côme, en Lombardie, le 16 mai 1611 et mort le 12 août 1689, est le 240e pape de l’Église catholique, du 21 septembre 1676 à sa mort.
Béatifié en 1956, il est fêté le 12 août.
Sa papauté est marquée par de nombreux conflits avec le roi de France dans une Europe catholique menacée à l'est par la progression de l'islam turc.
Ce défenseur de l'Église est considéré comme un homme modeste, austère et très charitable. Il veille avec attention à la formation du clergé.

## Jeunesse et carrière à la Curie
Né dans une famille de vieille noblesse lombarde, il étudie chez les jésuites de Côme. Encore enfant, il perd successivement son père (1622) et sa mère (1630). Il passe alors sous la tutelle de l'un de ses oncles, Papirio, qui le fait venir à Gênes.
Il se frotte alors au monde des affaires et de l'administration avant d'entamer un cursus de droit civil et canonique à Rome et Naples, où il obtient sa licence en 1639.
À Rome, il lie amitié avec les cardinaux Alfonso de la Cueva, Francesco Barberini ou encore Giambattista Pamphili (futur pape Innocent X). Il décide alors de faire carrière dans la Curie romaine.
Sa carrière est fulgurante : Urbain VIII, un Barberini, le nomme successivement protonotaire participant, commissaire général du Timbre, gouverneur de Macerata et du Picenum. Âgé de 34 ans en 1645, sans être prêtre, il reçoit la dignité de cardinal-diacre des Saints-Côme-et-Damien des mains d'Innocent X. Il est ensuite nommé légat à Ferrare, pendant la famine de 1648, où il gagne la réputation d'un homme proche du peuple.
En avril 1650, il est nommé évêque de Novare. Quelques mois plus tard, il est ordonné prêtre, puis consacré. Il se signale dans son diocèse pour son activité caritative et pastorale, dans la ligne du concile de Trente.

## Pape

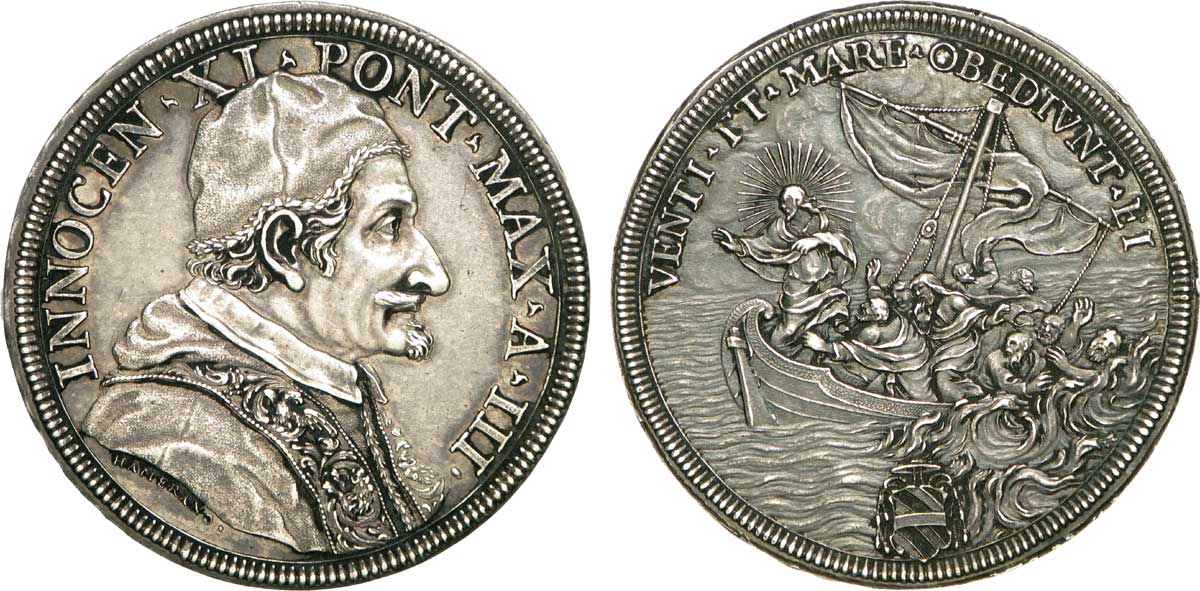
Piastre à l'effigie du Pape Innocent (1678-1679).Description avers : Buste habillé d’Innocent à droite, avec un bonnet ; sur la tranche du buste HAMERANO. Traduction avers : (Innocent, grand pontife, année 1). Description revers : Le Christ, et les apôtres sur un bateau, calmant les flots ; au-dessous un écu aux armes de Corsini sous un chapeau de cardinal.

Au moment du conclave suivant la mort de Clément X, en 1676, le nom du cardinal Benedetto Odescalchi est souvent prononcé. Le roi Louis XIV de France voulait empêcher l'élection du cardinal Odescalchi, car celui-ci lui avait démontré être « un prêtre impossible à corrompre », en donnant aux cardinaux français des instructions spécifiques à ce sujet. Mais devant le soutien que lui témoignent les cardinaux romains, au premier chef desquels les cardinaux Cybo, Ludovisi et Barberini, Louis XIV renonce finalement à jeter contre lui l'exclusive, et donne contraint de nouvelles instructions aux cardinaux français (Gondi de Metz, Emmanuel Théodose de La Tour d'Auvergne de Bouillon, César d'Estrées de Laon, et Pierre de Bonzi, archevêque de Toulouse), le cardinal Benedetto Odescalchi est élu pape le 21 septembre de 1676, et prend le nom d'Innocent XI, en l'honneur d'Innocent X. Le 4 octobre, il est intronisé et couronné par le cardinal Francesco Maidalchini (Protodiàcono de S.Maria in Via Lata) dans la « Patriarcale Basilica Vaticana ».
Sa cérémonie d'intronisation fut très simple et modeste, par contre l'argent prévu a été destiné, par ordre du nouveau pape, aux pauvres et aux églises de Rome.
Il abolit la sinécure et pendant tout son pontificat il a essayé de restituer l'éthique et la morale publique en luttant contre le népotisme, l'usure, l'esclavage, et contre le gaspillage en matière économique dans les États pontificaux. Il interdit également les jeux, le théâtre et l'opéra sauf pendant les derniers jours du carnaval.

### Affaires étrangères
Sur le plan politique, Innocent XI s'emploie aussitôt à réconcilier la France et le Saint-Empire, afin de réaliser l'union de la Chrétienté contre le protestantisme d'une part, la menace ottomane de l'autre. Cependant, le pape reste méfiant vis-à-vis de Louis XIV de France, à qui il reproche son manque d'engagement envers le catholicisme et ses accointances avec le Turc. Cette hostilité latente se cristallise en 1673, lorsque le roi de France étend la régale (gestion par le roi des bénéfices des évêchés vacants) aux provinces de Languedoc, de Guyenne, de Provence et de Dauphiné. Or toute extension de la régale avait été prohibée en 1274 par le concile de Lyon.
À l'appel de certains évêques français, Innocent XI adresse trois brefs de protestation à Louis XIV. Celui-ci réagit en convoquant une assemblée du clergé qui prend fait et cause pour le roi, publiant même quatre articles posant les bases du gallicanisme. Le 11 avril 1682, Innocent XI condamne par un rescrit les conclusions des assemblées et refuse catégoriquement de nommer des évêques parmi ceux qui avaient participé à ces assemblées. Pour éviter une rupture frontale, Louis XIV doit dissoudre ces dernières. C'est la deuxième fois que le « Roi Soleil » doit revenir sur ses pas.
Cependant, la coalition catholique organisée par le Pape remportait la bataille de Kahlenberg, le 12 septembre 1683, aux portes de Vienne.
La coalition de 100 000 catholiques était formée par des hommes provenant des États allemands, de l'Empire, de la noblesse italienne, et de Pologne emmenés par leur propre roi, Jean Sobieski qui, allié au duc Charles V de Lorraine, commandant des armées impériales, remporte un triomphe sans précédent sur les forces turques constituées de 300 000 hommes, qui venaient de mettre à feu et à sang les Balkans ainsi que les villes de Buda et Pest, en massacrant même des femmes et des enfants.
Cette coalition ne comprenait pas la France, parce qu'elle s'était engagée à soutenir matériellement l'avance turque au détriment du Saint-Empire, constituant par là toute une menace pour l'Europe, raison pour laquelle le roi Louis XIV sera appelé « le roi maure ». Cependant quelques Français tel le prince de Conti — un prince du sang — guerroieront en Hongrie quitte à subir les foudres de son puissant souverain et parent.
Les choses s'enveniment encore avec la « querelle du quartier » : le 7 mai 1685, Innocent XI limite l'extra-territorialité dont bénéficient les ambassades à Rome. Le droit d'asile permettait aux ambassades de protéger même des criminels chez eux. Ce scandale prit fin avec cette mesure.
Par l'édit de Fontainebleau, Louis XIV révoque l'édit de Nantes le 22 octobre 1685 et entame une persécution contre les protestants dans tout le territoire français. Pour la quatrième fois, le Pape eut à affronter ce monarque. Il condamne son action et somme le roi Louis de mettre fin aux persécutions. « Ce n'est pas avec des missionnaires armés que le Christ a pu convertir le monde ».
En réponse, le marquis de Lavardin, nouvel ambassadeur français, refuse de renoncer à son privilège d'extra-territorialité (voir querelle des Franchises, du 7 mai 1685) et, en 1687, il prend possession par les armes du quartier de l'ambassade de France à Rome, ce qui lui valut d'être excommunié par Innocent XI en vertu de la bulle In Cœna Domini (promulguée par saint Pie V en 1568), et mettra sous interdit l'église Saint-Louis-des-Français, paroisse des Français de Rome. Le marquis de Lavardin restera excommunié.

#### Le prince-électeur archevêque de Cologne
L’archevêché de la ville de Cologne restait sans archevêque. Les candidats à postuler pour le siège, étaient le cardinal et évêque de Strasbourg Guillaume-Egon de Fürstenberg et l'évêque de Ratisbonne Joseph-Clément de Bavière.
Le cardinal Guillaume-Egon de Fürstenberg se trouvait sous l'autorité de Louis XIV. Élu archevêque de Cologne, il devenait aussi électeur du Saint-Empire, permettant de la sorte à Louis XIV de « jouer en sous main » et d'influencer l'élection à la couronne impériale. Par contre, Joseph-Clément n'était pas seulement le candidat de l'empereur Léopold Ier d'Autriche, il était aussi celui de toute l'Europe. Le 19 juillet 1688, aucun des deux candidats n'avait obtenu la quantité minimale requise des voix. La décision finale revenant au pape Innocent XI, celui-ci pencha en faveur de Joseph-Clément, qui devint alors archevêque de Cologne.
Courroucé, Louis XIV exerça des représailles : il prit par la force le territoire pontifical d'Avignon et emprisonna le nonce apostolique. Inébranlable, Innocent XI ne revint pas sur sa décision.
Cet affrontement avec le pape entraîna une rupture des relations diplomatiques entre Rome et Paris. Affrontement inévitable du point de vue du pape, quand on considère que Louis XIV n'avait pas cessé de démontrer son pouvoir à tout le monde sans tenir compte des dégâts provoqués par ses erreurs politiques.
L'élection de Joseph-Clément comme nouvel archevêque de Cologne et la chute du roi Jacques II d'Angleterre, portèrent un coup fatal à la prédominance française en Europe. Louis XIV restitua Avignon aux États pontificaux et, après la mort du pape Innocent XI, il fut contraint d'aplanir tous les différends qui subsistaient avec l'Église de Rome.
La Sainte-Ligue continuait son travail. Elle avait vaincu et repoussé les Turcs de Vienne. Les troupes impériales du duc Charles V Léopold de Lorraine et de Louis-Guillaume de Bade-Bade écrasèrent les forces turques du sultan Mehmet IV à la bataille de Mohács le 12 août 1687.
Le 11 septembre 1697, l'Autriche remporte la victoire décisive sur l'empire Ottoman à la bataille de Zenta. Les Turcs sont totalement vaincus et rejetés hors de Hongrie.

### Spiritualité

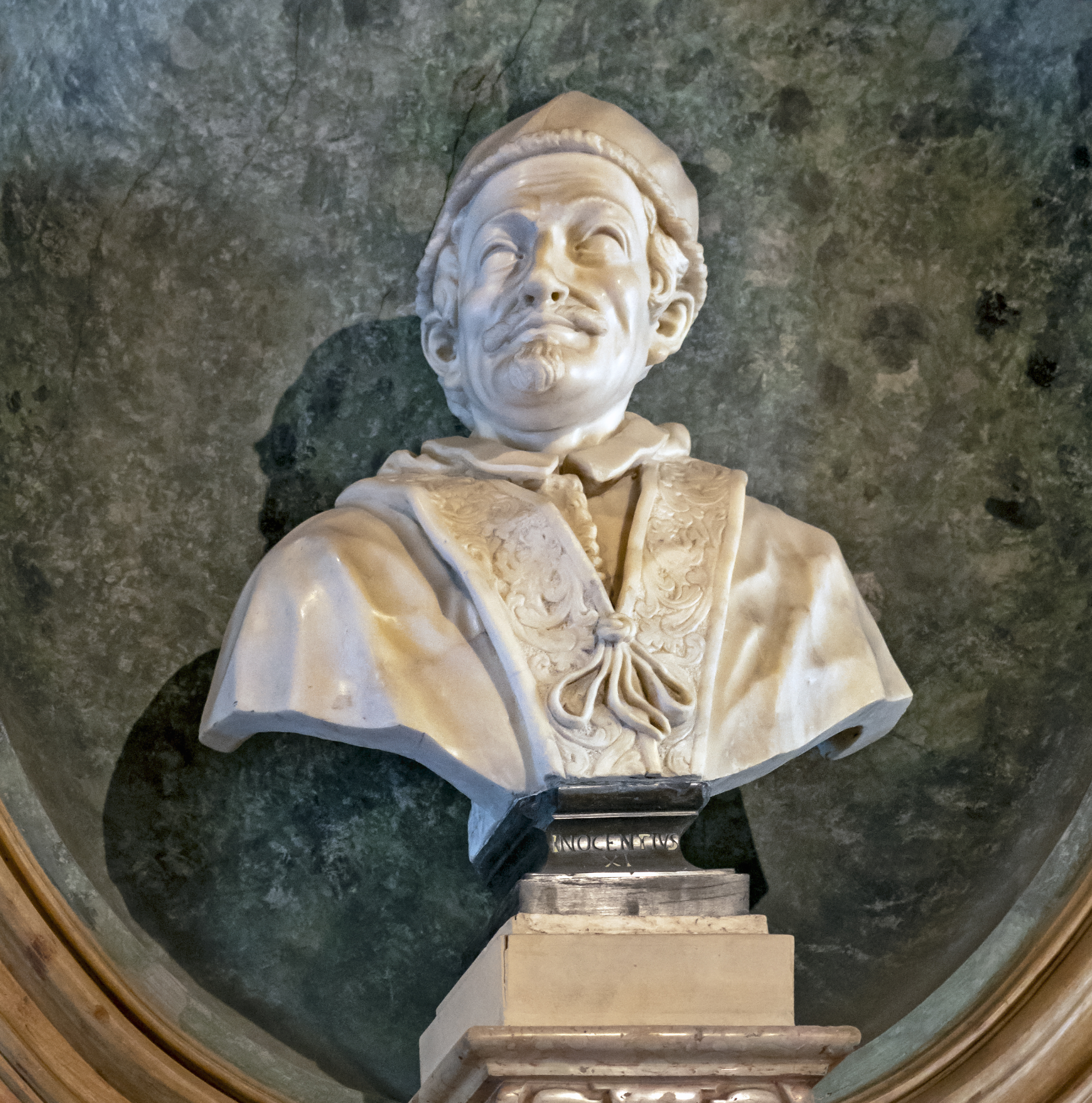
Buste d'Innocent XI
(Ca' Rezzonico, Venise).

Le 2 mars 1679, il condamne par la bulle Sanctissimus Dominus 65 propositions de théologie morale jugées laxistes.
Sur le plan religieux, Innocent XI est aussi confronté au quiétisme, mouvement spirituel encourageant la passivité de l'âme face à Dieu, dont l'Espagnol Miguel de Molinos, auteur du Guide spirituel (1675), est le plus ardent défenseur. Le pape a d'abord pour lui une certaine sympathie. Cependant, en 1685, Molinos est arrêté au Vatican, à cause de sa conduite personnelle impropre et l'accusation d'hérésie. L'année suivante, il élève à la pourpre cardinalice Matteo Petrucci, soupçonné de quiétisme. Le 20 novembre 1687, la constitution apostolique Cœlestis Pastor condamnera le quiétisme.
Innocent XI meurt en 1689. Tout le peuple de la ville de Rome, sauf certains membres de la noblesse et le clergé français, pleuraient ce pape, appelé « le pape des Pauvres ». Ils demandèrent sa canonisation en manifestant devant la basilique Saint-Pierre. En 1714, Clément XI introduit sa cause en béatification. Poursuivie par Clément XII, elle est retardée par l'opposition de la France (Innocent XI fut inébranlable face à la politique du roi Louis XIV et au clergé français accusé de s'être laissé corrompre par son roi).
Les Français accusent de tendances jansénistes le pape Innocent XI, et bloquent ainsi sa béatification. Mensonges qui seront découverts lors de la réouverture de sa cause en béatification, au XXe siècle.
Le pape Pie XII annonce sa béatification le 7 octobre 1956.
Le bienheureux Innocent XI est fêté le 12 août, anniversaire de sa mort.
Le 8 avril 2011 au soir, après la fermeture de la basilique Saint-Pierre à 19 heures, a eu lieu la translation du corps d’Innocent XI. Sa dépouille mortelle, dans son cercueil de verre (on y voit le pontife en soutane blanche, mozette, étole et mules rouges aux pieds) a été déplacée de la chapelle Saint-Sébastien, destinée à accueillir le cercueil de Jean-Paul II, à l’autel de la Transfiguration, situé dans le pilier de Saint André, l’un des quatre qui soutiennent la coupole.